# Sénat (République helvétique)
Pour les articles homonymes, voir Sénat (homonymie).
Diète fédérale (de facto)
Sous la République helvétique, le Sénat est la chambre haute du pouvoir législatif instauré par la Constitution de 1798. La chambre basse est le Grand Conseil. Le Sénat connaît trois formes différentes, en 1798, en 1801 et en 1802.

## Premier Sénat (1798)

### Composition

Drapeau de la République helvétique.

Le premier Sénat helvétique se réunit le 12 avril 1798. Il est composé de quatre députés par circonscription (ancien canton) de même que des anciens membres du Directoire, pour une mandat de huit ans.
Seuls les hommes âgés de plus de 20 ans et vivant depuis plus de cinq ans dans sa commune de domicile peuvent participer à l'élection des grands électeurs ; ceux-ci élisent à leur tour les membres du Sénat helvétique.
Le Sénat est renouvelé toutes les années impaires par quart ; les sénateurs à remplacer sont tirés au sort. Le seul renouvellement partiel de ce premier Sénat a lieu le 16 septembre 1799.

### Compétences et fonctionnement
Parmi les compétences du Sénat, on compte l'approbation des lois votées par le Grand Conseil (sans possibilité de les modifier). Elle avait par contre le pouvoir d'initiative pour les révisions de la Constitution.

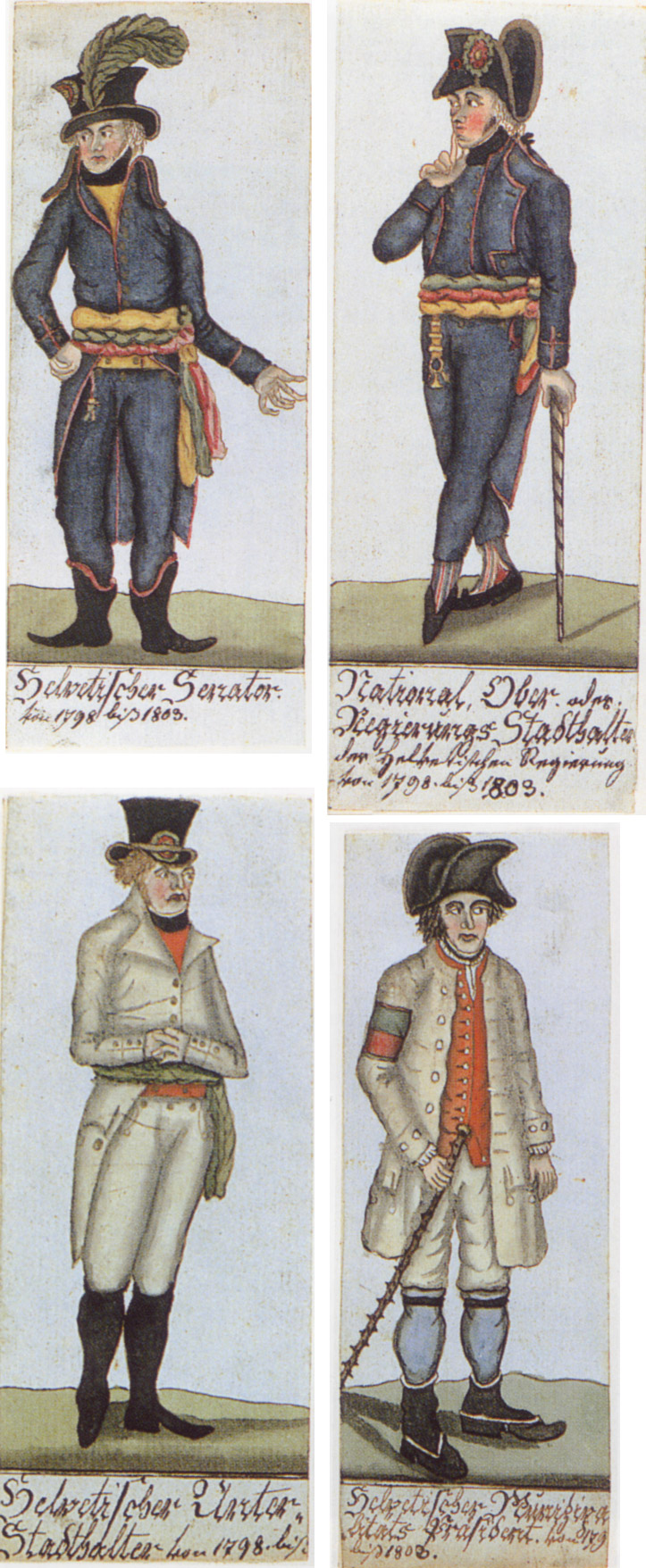
Illustration datant d'environ 1800, avec un sénateur en costume, en haut à gauche.

À l'instar de leurs collègues députés au Grand Conseil, les membres du Sénat portent un costume qui leur est propre.

### Dissolution
Alors qu'elle fait également pression sur le Grand Conseil, la Commission exécutive, pro-républicaine, contraint le Sénat à se dissoudre le 7 août et 8 août 1800. Cette dissolution forcée est due à la présence de forces conservatrices au Sénat, hostiles à la République unitaire.

## Deuxième Sénat (1801)
Après l'adoption de la Constitution de la Malmaison, l'institution du Sénat est maintenue, mais se voit dotée de nouvelles compétences.

### Composition
Le Sénat est composé de deux Landammans et de 23 conseillers. La Constitution de la Malmaison prévoit également qu'un canton ne peut pas être représenté par plus de trois membres.
Les Landammans sont élus par le Sénat, et président le Sénat en alternance chaque année.

### Compétences
Le Deuxième Sénat est pourvu de compétences législatives et exécutives,.

### Petit Conseil
Au sein du Sénat est présent un nouvel organe, le Petit Conseil, présidé par le premier Landamman et composé de quatre sénateurs, chargé, entre autres, de l'exécution des lois et de la préparation d'acte législatifs à l'intention du Sénat in corpore. Ce Petit Conseil revêt les fonctions d'un gouvernement.

### Suspension des débats en 1802
Après le 28 octobre 1801, les fédéralistes (opposés à un système centralisé et rejetant la Constitution de la Malmaison) deviennent majoritaires au Sénat. Ce changement de paradigme contraint les unitaires (favorables à la Constitution de la Malmaison) à suspendre les débats pour une durée indéterminée.